# Варлаам (Левин)
Варлаам (в миру Левин Владимир Андреевич; ? — 1721, Москва) — инок, казнённый за распространение слухов о скором приходе Антихриста.

## Биография
Родился в Пензе. Служил в армии. В 1719 постригся в иночество в Иоанно-Предтеченском монастыре под Пензой. Там он сблизился со старцем Ионой, и вместе они стали распространять в братии слухи об Антихристе. Позднее Варлаам стал проповедовать те же слухи на Пензенском базаре, за что был схвачен и отправлен в Москву. Следователям не удалось добиться от него покаяния, и в 1721 году он был казнён. Голова его была отправлена в Пензу и выставлена на столбе «для вечного страху и показания злых дел его».